# Skogskyrkogårdens nya krematorium

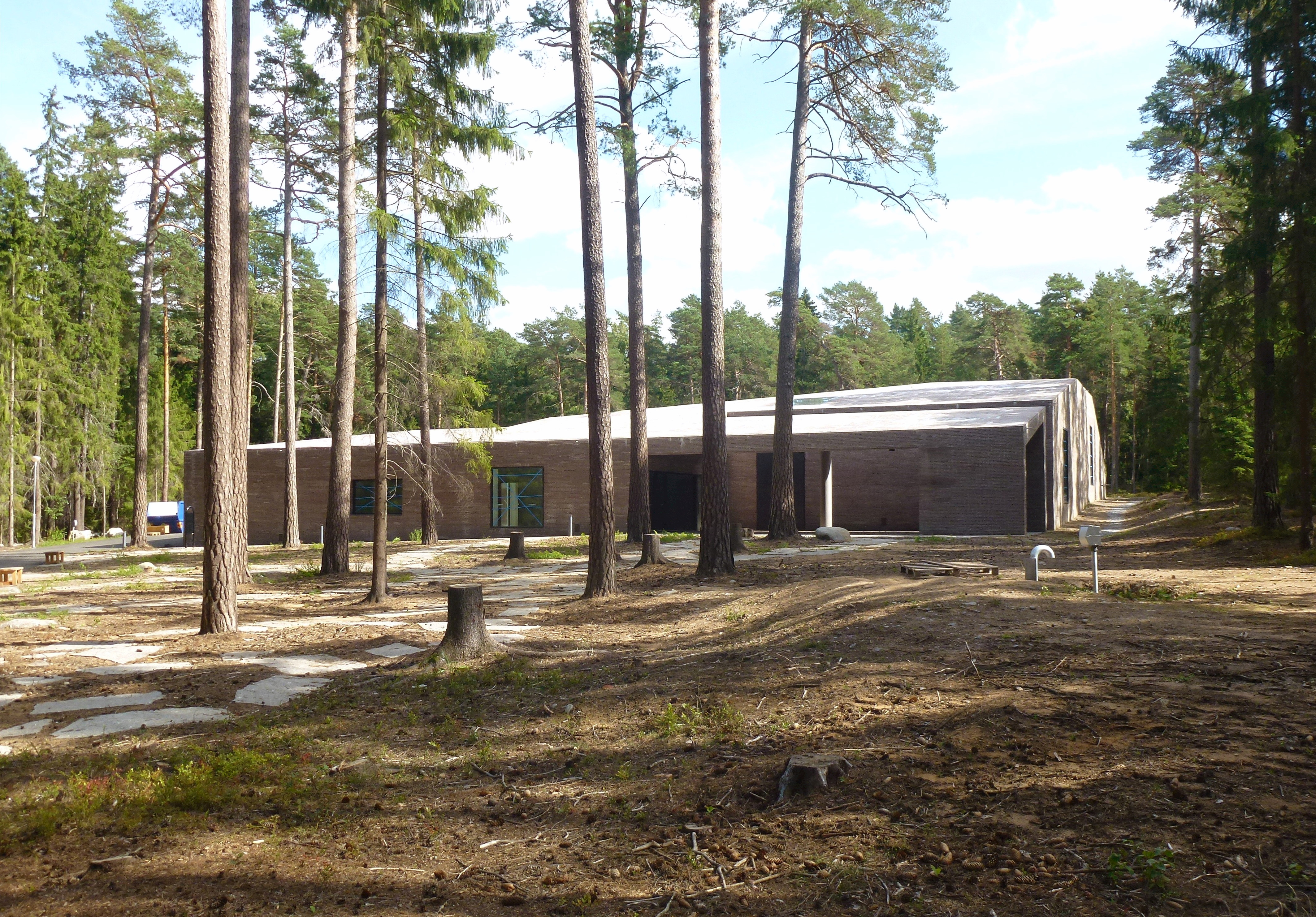
Det nya krematoriet i augusti 2013.

Skogskyrkogårdens nya krematorium är ett krematorium på Skogskyrkogården i Stockholm byggt i början på 2010-talet. Det nya krematoriet ritades av Johan Celsing och ersätter det gamla, som utgjorde en integrerad del i Gunnar Asplunds begravningskapell- och krematorieanläggning  Skogskrematoriet som byggdes slutet av 1930-talet. 
Den 20 december 2011 togs officiellt första spadtaget av kyrkogårdsnämndens ordförande Annette Lundquist Larsson (M) tillsammans med entreprenören Skanska när första delen av grunden göts. Byggnaden belönades med 2013 års Kasper Salin-pris och invigdes 12 maj 2014.
Skogskyrkogårdens nya krematorium var en av de byggnader som nominerades till Årets Stockholmsbyggnad 2014.

## Bakgrund
Den befintliga anläggningen hade tjänat ut. Den uppfördes i slutet av 1930-talet efter ritningar av Gunnar Asplund och invigdes 1940. Anläggningen klarade inte nutidens krav gällande kremering och arbetsmiljö. Sedan starten på 1940-talet hade över  300 000 kistor med avlidna kremerats. Att bygga om den befintliga anläggningen ansågs inte möjlig och man beslöt att uppföra ett nytt krematorium i nära anslutning till det befintliga. Eftersom Skogskyrkogården med sina byggnader är ett Unesco-världsarv ställdes extra höga estetiska krav på den nya anläggningen.

## Arkitekttävling
Den 26 oktober 2009 presenterade Stockholms stads kyrkogårdsnämnd resultatet av en inbjuden arkitekttävling betitlad Skogskyrkogården II med fem olika förslag för ett nytt krematorium inom Skogskyrkogården, som kan "ingå i den byggnadstradition som över tiden formades av Gunnar Asplund och Sigurd Lewerentz". 
I tävlingen deltog fem arkitektkontor respektive landskapsarkitekter. Det vinnande bidraget presenterades fredagen den 18 december 2009 av borgarrådet Joakim Larsson tillsammans med tävlingsjuryns ordförande, dåvarande stadsarkitekt i Stockholm Per Kallstenius. Förstapris gick till Johan Celsing arkitektkontor tillsammans med Müller Illien Landschaftarchitekten från Schweiz. Deras tävlingsbidrag hade mottot "En sten i skogen". Motiveringen löd "...förslaget bäst förstår Skogskyrkogårdens helhet och som mest lyhört lyssnar till platsen. Projektet lägger ytterligare en karaktärsfull del till Skogskyrkogårdens helhetsupplevelse. "En Sten i skogen" skapar en vandring i såväl ett inre som yttre landskap."

## Byggnad

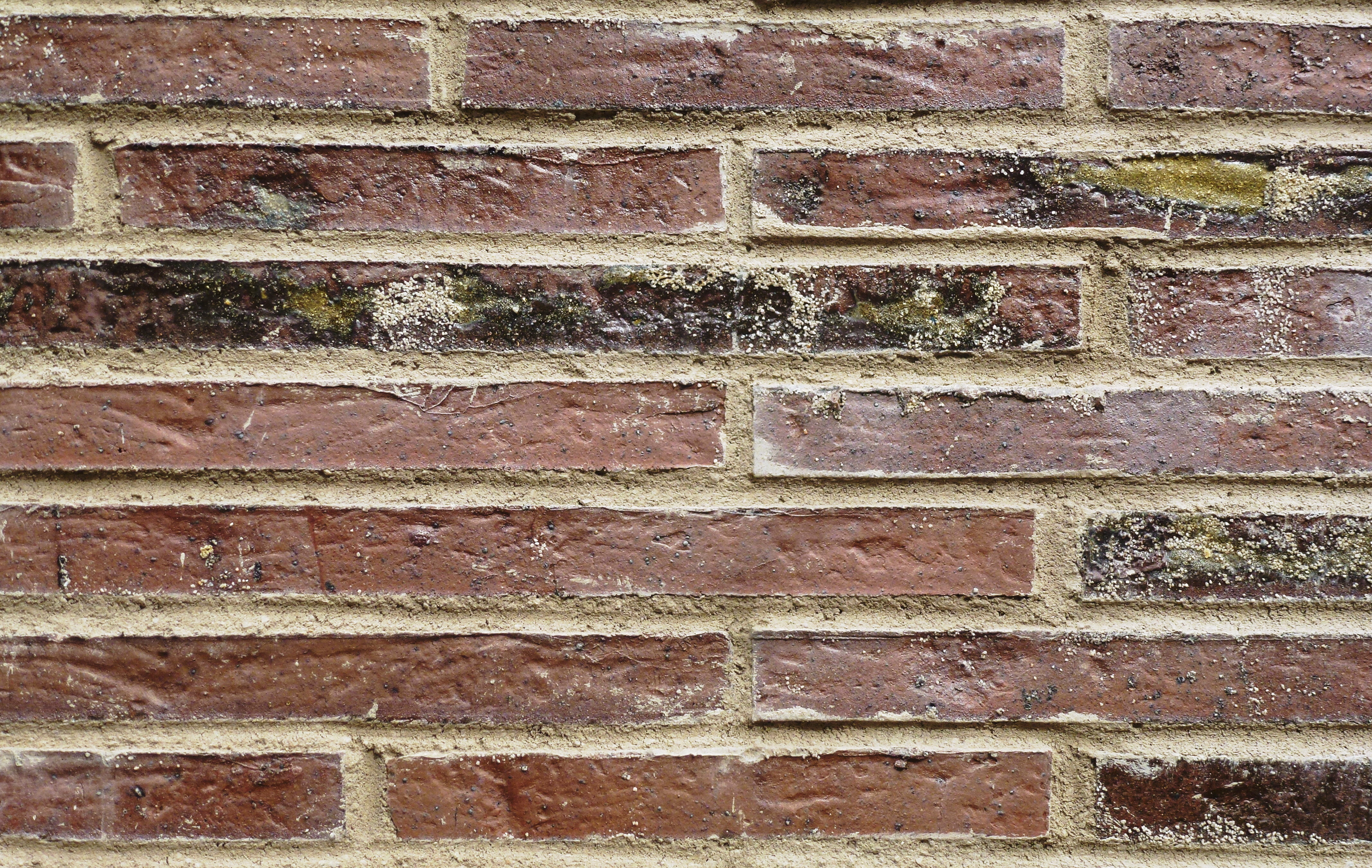
Fasaddetalj.

Som placering för det nya krematoriet bestämdes en plats i en skogsdunge cirka 200 meter öster om nuvarande anläggning. Området valdes med stor omsorg och den kvarvarande skogsvegetationen bildar en skyddande skärm kring den framtida byggnaden, därför blev det möjligt att ge den nya byggnaden ett helt eget uttryck. Det är inget nytt för Skogskyrkogården där byggnaderna är sinsemellan mycket olika.
Anläggningen är mycket funktionell med korta avstånd till de olika funktionerna. Krematoriebyggnaden är närmast kvadratiskt. Besöksentrén i västra hörnet markeras av en utkragande takdel. Byggnaden är utformad för att göra det möjligt för de anhöriga som så önskar att delta vid själva kremeringen.
Fasader och tak är tegelklädda och genom det sluttande taket får byggnaden ett samspel med terrängen.
Byggentreprenaden omfattar den nya byggnaden med tillhörande markarbeten, anslutningsvägar samt rökgaskulvert till befintlig skorsten. Byggnadens bruttoarea är ca 2 200 m². På sensommaren 2011 började sprängningsarbetena för anläggningens källarvåning. Stockholms stad avsatte 129 miljoner kronor till det nya krematoriet.

## Bilder från bygget

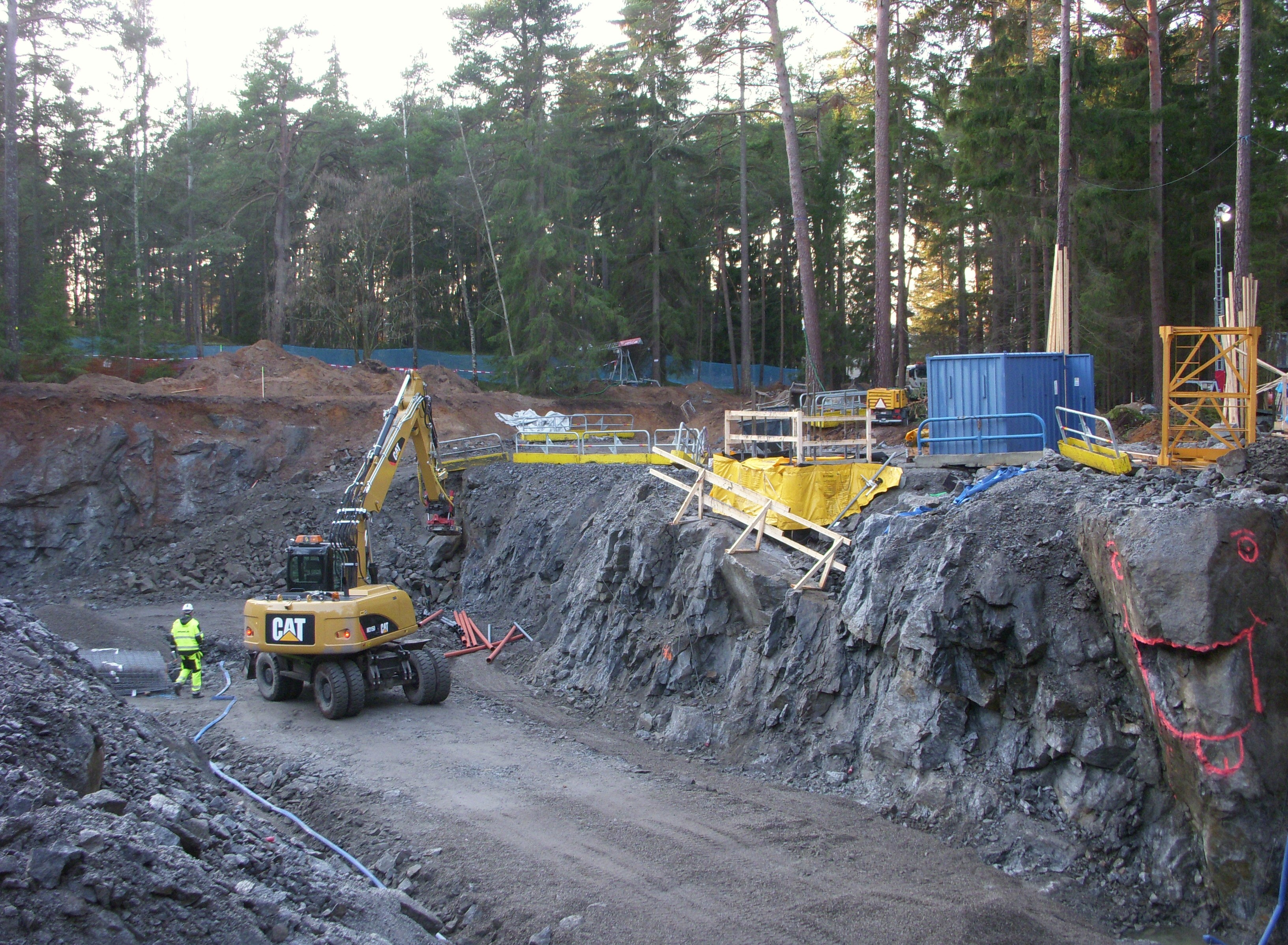
Byggplatsen i december 2011.
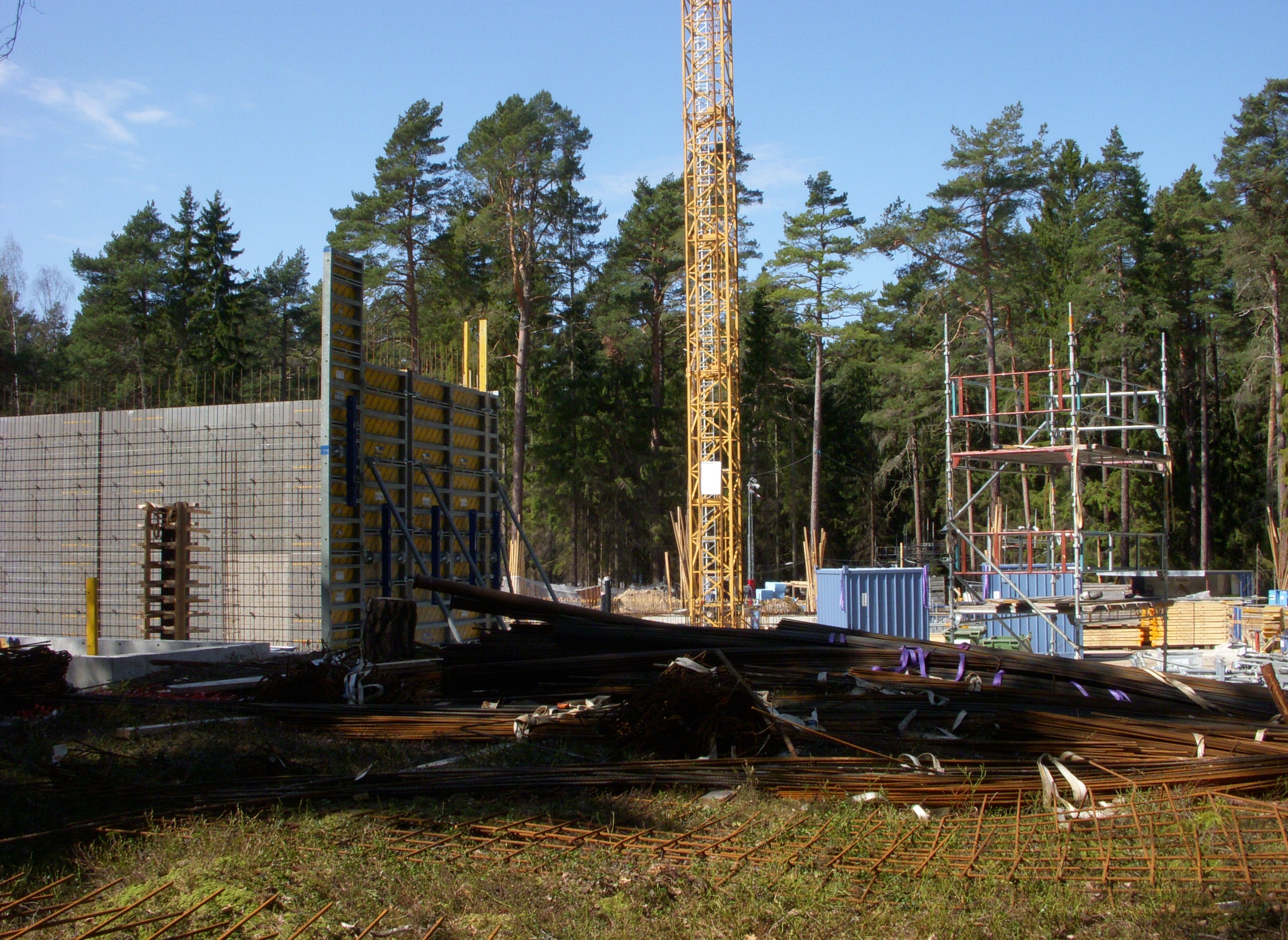
Byggplatsen i april 2012.
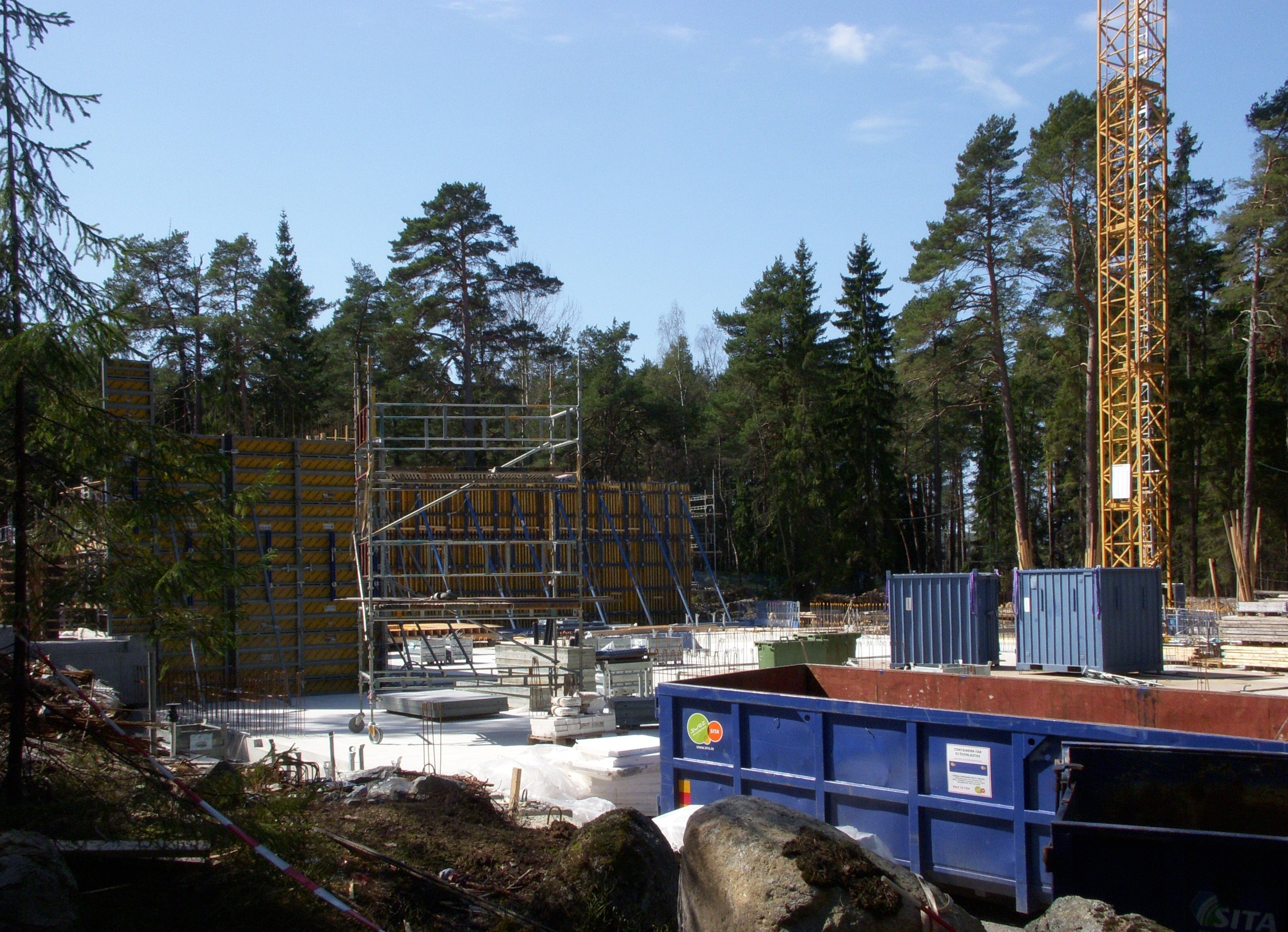
Byggplatsen i april 2012.
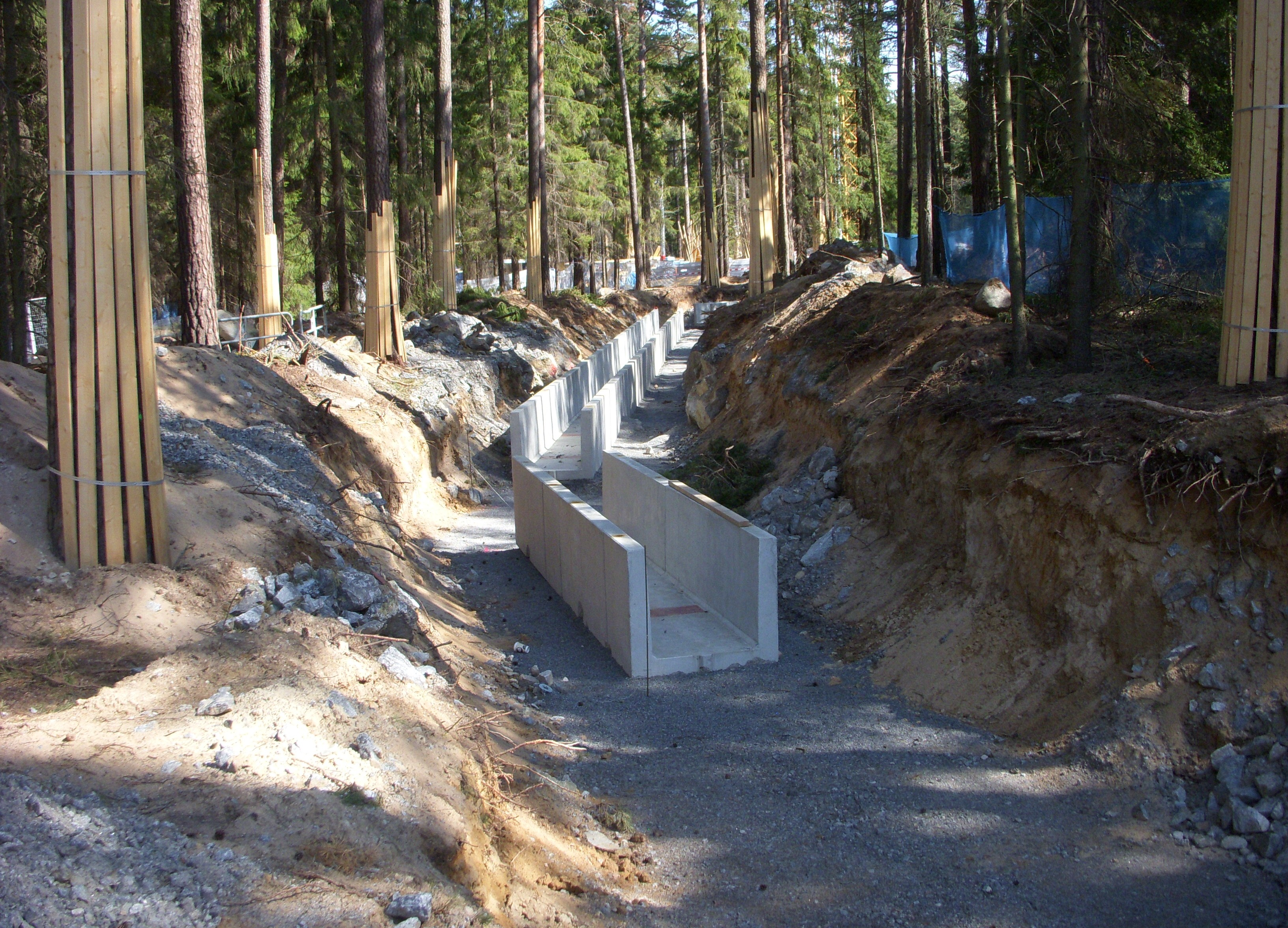
Blivande rökgaskulvert till befintlig skorsten.

## Bilder Skogskrematoriet II

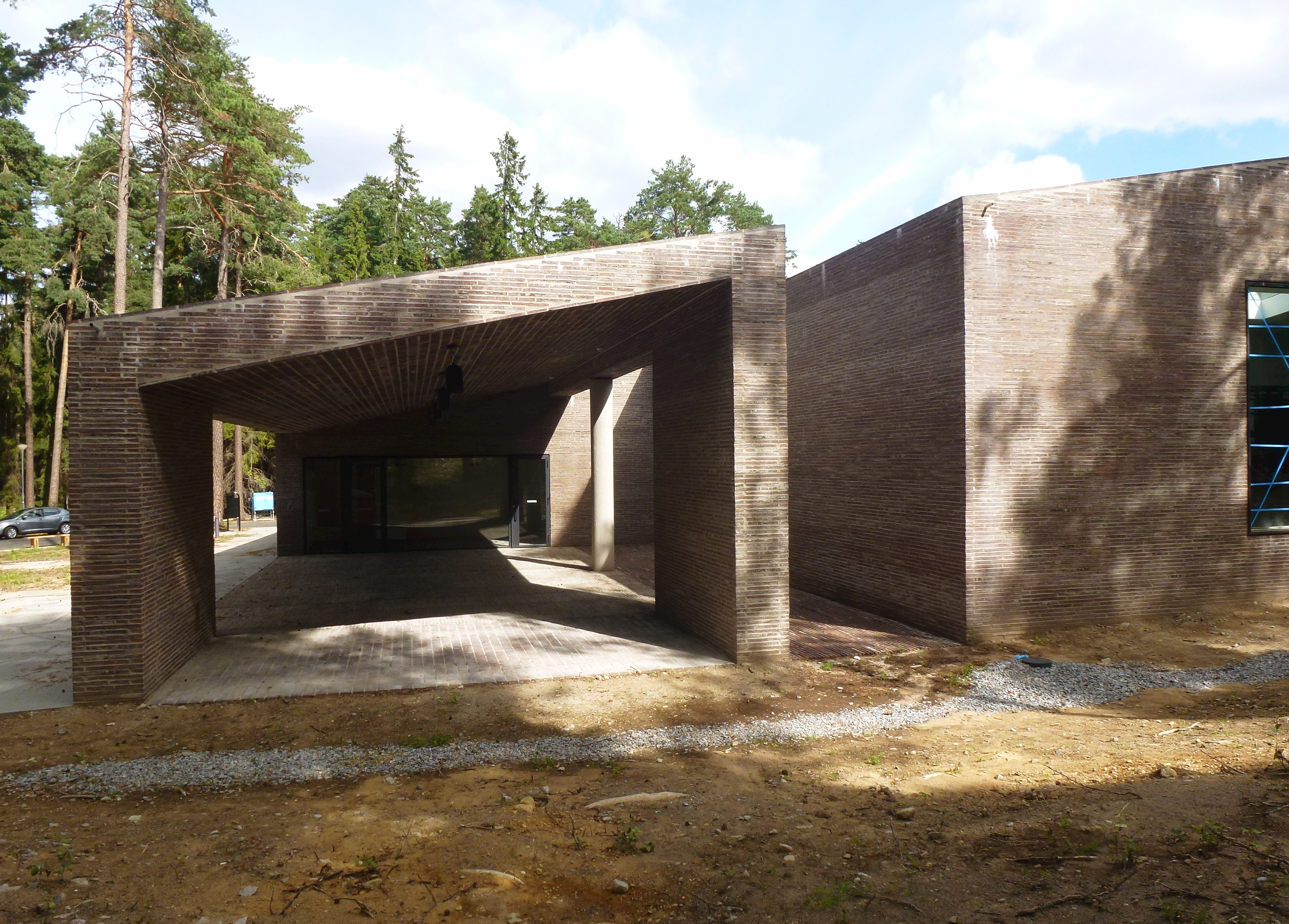
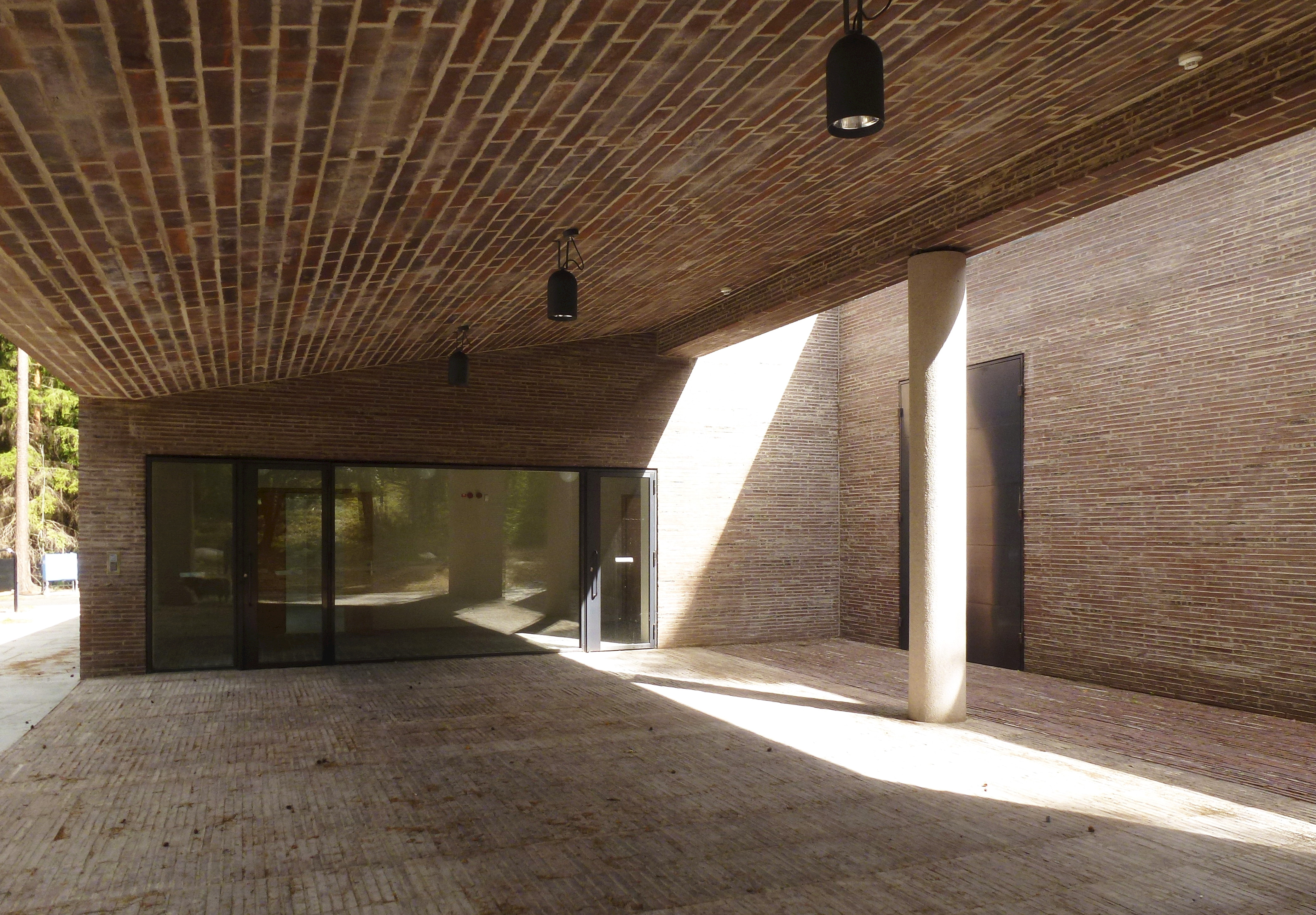
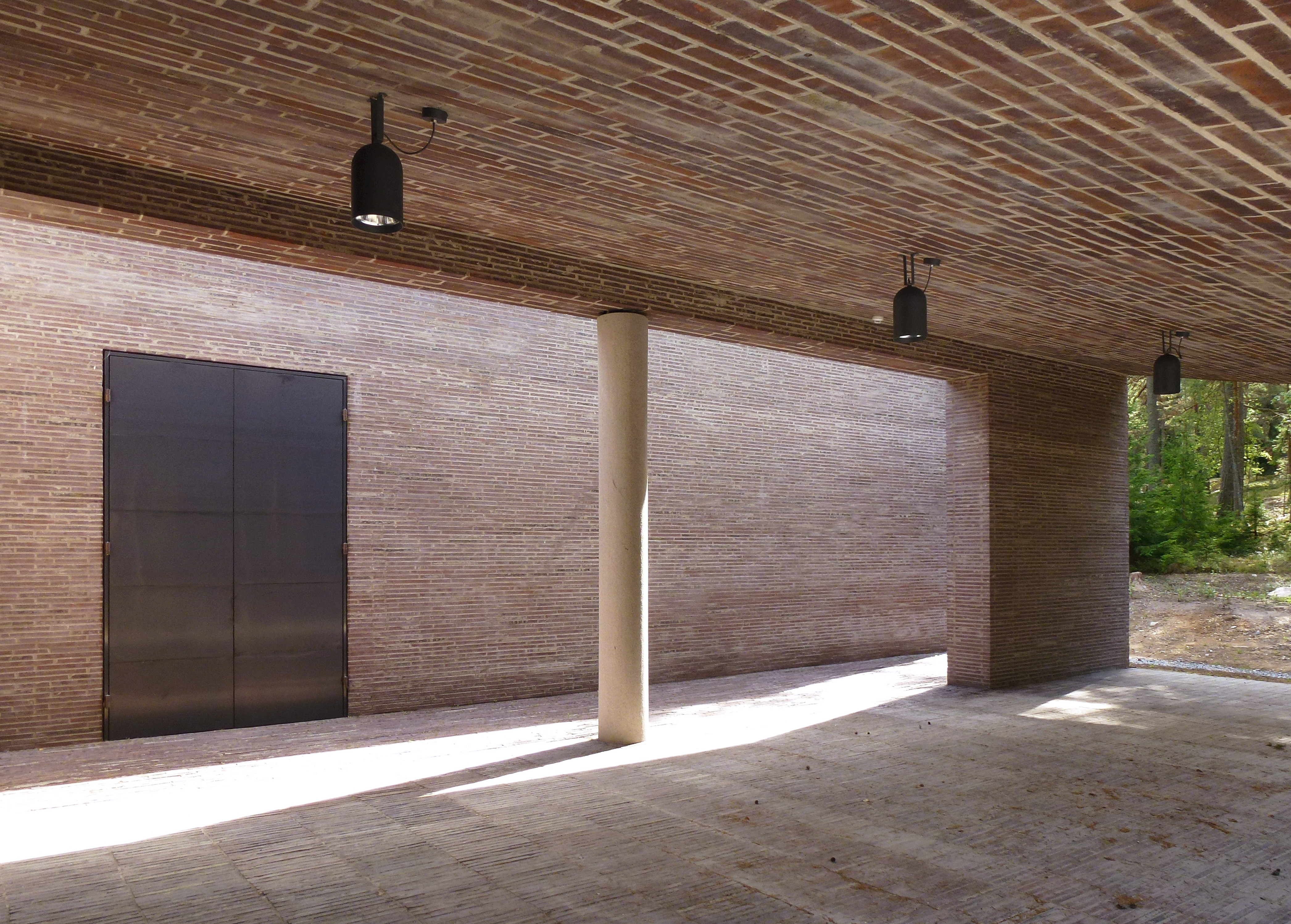
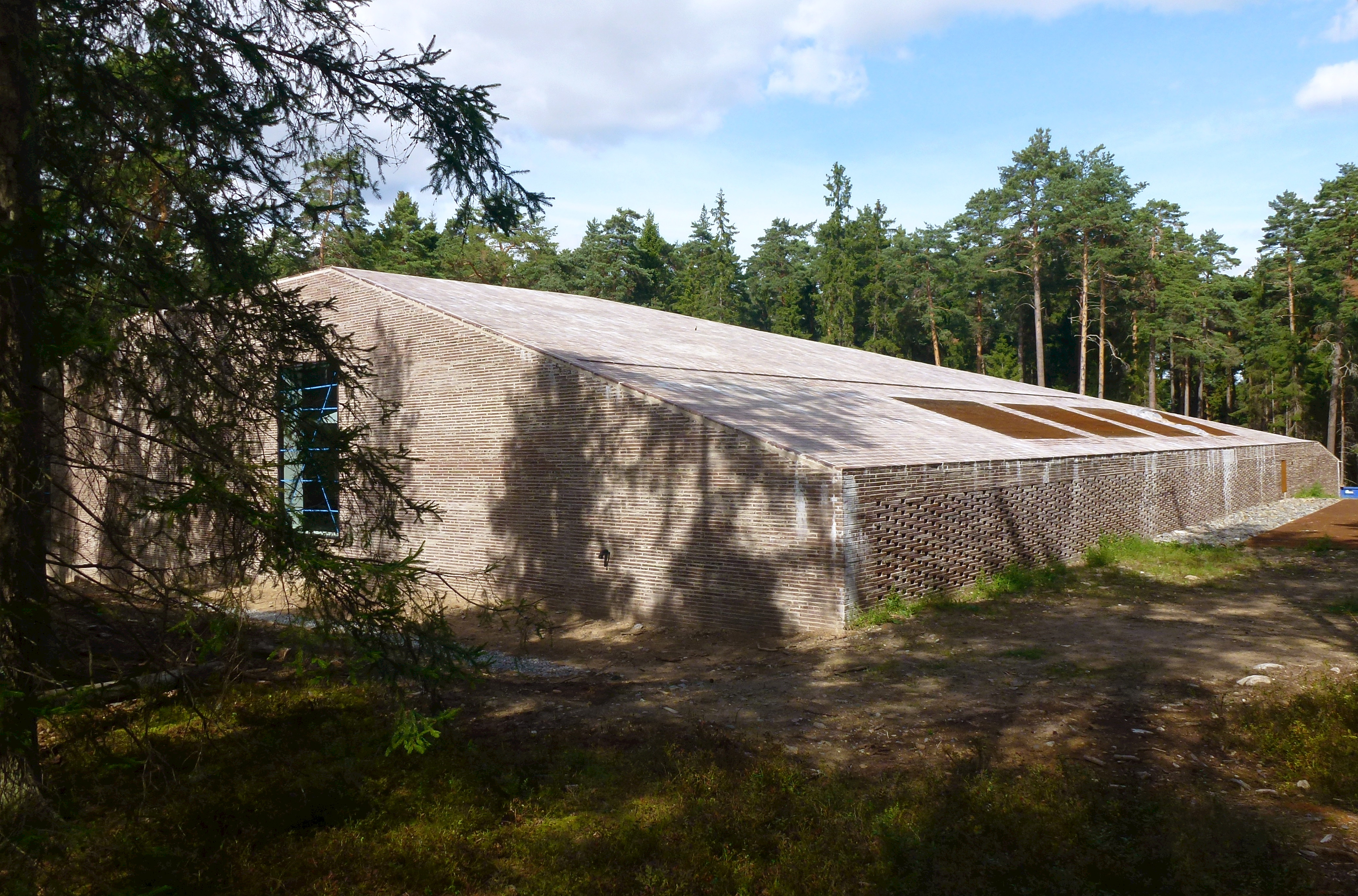